# Runcinia dubia
Runcinia dubia es una especie de araña cangrejo del género Runcinia, familia Thomisidae. Fue descrita científicamente por Caporiacco en 1940.

## Distribución
Esta especie se encuentra en Somalia.

## Tratamiento taxonómico
La especie aparece registrada y publicada en Alcuni aracnidi di Somalia. Bollettino del Laboratorio di Zoologia Generale e Agraria della R. Scuola Superiore d’Agricoltura in Portici 31: 295–305.